# Championnat de France de rugby à XV de Régionale 2
Le championnat de France de Régionale 2 de rugby à XV est le second échelon des championnats régionaux soit le 9e niveau hiérarchique général et le 7e niveau amateur. Il est né en 2022 de la fusion entre le championnat de Promotion d’Honneur et de 1re série.
Ce championnat a été mis en place en 1947-1948. Il ne faut pas le confondre avec le championnat Promotion de 1926 à 1947 qui correspondait à la 3e division, l'actuelle Fédérale 3.

## Les compétitions territoriales
Au terme de la réforme donnant naissance au championnat de Régionale 2 en lieu et place du championnat Promotion d'Honneur, 360 clubs sont engagés dans les 13 ligues régionales pour la saison 2022-2023.  

### Les phases qualificatives territoriales
Les phases qualificatives des championnats de France Honneur, Promotion d’Honneur et séries Territoriales sont laissées à l’initiative des comités territoriaux.
Les compétitions territoriales (Honneur, Promotion d’Honneur, 1re série, 2e série, 3e série, 4e série) sont organisées à l’initiative de chaque comité territorial à partir du classement général de ces associations établi à l’issue de la saison précédente.
Toutefois, ces compétitions doivent être organisées de telle manière qu’elles aboutissent obligatoirement à une phase territoriale ou à une ultime et dernière phase territoriale qualifiant spécifiquement et en propre pour chacun des championnats de France ouverts à ces catégories (Honneur, Promotion d’Honneur, 1re série, 2e série, 3e série, 4e série).
Cette règle s’appliquera quel que soit le nombre d’associations appelées à disputer chacune des épreuves qualificatives. La phase finale territoriale devra à cet effet prévoir la répartition la plus équitable possible entre chaque Série du nombre d’associations postulant aux diverses qualifications fédérales (Honneur, Promotion d’Honneur, 1re série, 2e série, 3e série, 4e série).
Les comités présentant au moins 3 groupes dans leur championnat territorial Seniors, ne pourront qualifier en championnat de France d’une série donnée une ou des associations qui auraient participé au 1/4 de finale d’une compétition de niveau supérieur ou identique. Une dérogation pourra être acceptée uniquement dans le cas suivant : conséquence de la descente des associations de 3e Division Fédérale en Séries ayant obligé le maintien d’une association dans la même Série que la saison précédente.

### Les formes de compétitions territoriales

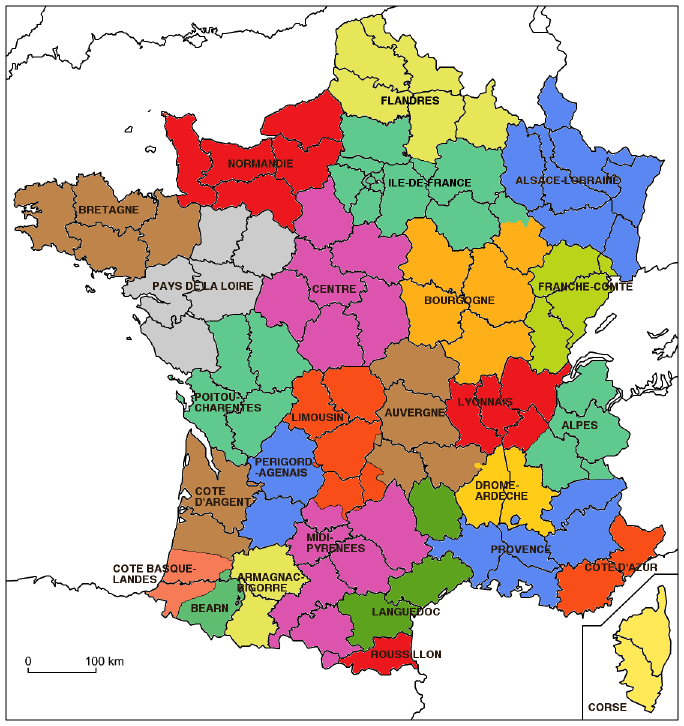
Carte des comités territoriaux jusqu'en 2017.

Carte des ligues régionales depuis 2018.

Les associations peuvent être réparties en groupes.
- Un seul groupe pourra être constitué si le comité a moins de 21 associations
- Deux groupes peuvent être constitués si le comité a de 21 à 40 associations
- Au-dessus de 40 associations, 3 groupes au moins seront constitués

Lorsque deux groupes seront constitués
- Le 1er concernera les compétitions Honneur, Promotion d’Honneur et 1re série
- Le 2e concernera les compétitions 2e série, 3e série et 4e série

Lorsque trois groupes seront constitués
- Le 1er groupe pourra concerner :
  - Soit la compétition Honneur seule
  - Ou la compétition Honneur et Promotion d’Honneur
- Le 2e groupe concernera :
  - La compétition Promotion Honneur seule
  - ou la compétition Promotion Honneur et 1re série
  - ou la compétition Promotion Honneur, 1re série et 2e série
  - ou la compétition 1re série et 2e série
- Le 3e groupe concernera les Séries qui ne sont pas dans les deux 1er groupes (les 3e série et 4 série voire 5e série)

## Principe de classement
À la fin des matchs de poules, le classement des équipes par poule est établi en fonction des points terrain obtenus desquels sont retranchés, s’il y a lieu les points de pénalisation.
Le classement général des équipes participant à la même compétition est réalisé de la façon suivante :
1. – Classement des 1er de poule entre eux
2. - Classement des 2e de poule entre eux
3. - Classement des 3e de poule entre eux
4. – et ainsi de suite…

Le classement général détermine la qualification, les oppositions et les descentes.

## Palmarès

### Palmarès Régionale 2 (2023-)
| Année | Champion              | Ligue              | Comité départemental | Score | Finaliste               | Ligue         | Comité départemental |
| ----- | --------------------- | ------------------ | -------------------- | ----- | ----------------------- | ------------- | -------------------- |
| 2025  | JSC Caraman Rugby     | Occitanie          | Haute-Garonne        | 38-19 | Plateau Briard–Bonneuil | Île-de-France | Val-de-Marne         |
| 2024  | Saint‑Pée‑sur‑Nivelle | Nouvelle-Aquitaine | Pyrénées-Atlantiques | 27-15 | US Millas               | Occitanie     | Pyrénées-Orientales  |
| 2023  | Corbières XV          | Occitanie          | Aude                 | 24-14 | US Millas               | Occitanie     | Pyrénées-Orientales  |

### Palmarès Promotion Honneur (avant la fusion de 2022)
| Année       | Champion | Ligue ou comité régional | Comité départemental | Score | Finaliste | Ligue ou comité régional | Comité départemental | Observations |
| 2022        | Emak Hor Rugby Arcangues/Bassussarry | Nouvelle Aquitaine | Pyrénées-Atlantiques | 13-12 | Stade Olympique Maubourguet | Occitanie | Hautes-Pyrénées | EMAK HOR réalise un triplé avec la finale du terroir, le championnat de Nouvelle Aquitaine ainsi que le championnat de France |
| 2021        | Le 29 octobre 2020, la FFR annonce la suspension de la compétition en novembre et décembre 2020, en raison de l'entrée en vigueur du deuxième confinement, ainsi que l'annulation des phases finales afin de permettre l'opportunité de finir la compétition à l'issue de la saison. Le 26 février 2021, la FFR annonce l'arrêt définitif des compétitions amateurs et le gel des montées et des descentes pour tous les niveaux. Le titre n'est donc pas décerné. | Le 29 octobre 2020, la FFR annonce la suspension de la compétition en novembre et décembre 2020, en raison de l'entrée en vigueur du deuxième confinement, ainsi que l'annulation des phases finales afin de permettre l'opportunité de finir la compétition à l'issue de la saison. Le 26 février 2021, la FFR annonce l'arrêt définitif des compétitions amateurs et le gel des montées et des descentes pour tous les niveaux. Le titre n'est donc pas décerné. | Le 29 octobre 2020, la FFR annonce la suspension de la compétition en novembre et décembre 2020, en raison de l'entrée en vigueur du deuxième confinement, ainsi que l'annulation des phases finales afin de permettre l'opportunité de finir la compétition à l'issue de la saison. Le 26 février 2021, la FFR annonce l'arrêt définitif des compétitions amateurs et le gel des montées et des descentes pour tous les niveaux. Le titre n'est donc pas décerné. | Le 29 octobre 2020, la FFR annonce la suspension de la compétition en novembre et décembre 2020, en raison de l'entrée en vigueur du deuxième confinement, ainsi que l'annulation des phases finales afin de permettre l'opportunité de finir la compétition à l'issue de la saison. Le 26 février 2021, la FFR annonce l'arrêt définitif des compétitions amateurs et le gel des montées et des descentes pour tous les niveaux. Le titre n'est donc pas décerné. | Le 29 octobre 2020, la FFR annonce la suspension de la compétition en novembre et décembre 2020, en raison de l'entrée en vigueur du deuxième confinement, ainsi que l'annulation des phases finales afin de permettre l'opportunité de finir la compétition à l'issue de la saison. Le 26 février 2021, la FFR annonce l'arrêt définitif des compétitions amateurs et le gel des montées et des descentes pour tous les niveaux. Le titre n'est donc pas décerné. | Le 29 octobre 2020, la FFR annonce la suspension de la compétition en novembre et décembre 2020, en raison de l'entrée en vigueur du deuxième confinement, ainsi que l'annulation des phases finales afin de permettre l'opportunité de finir la compétition à l'issue de la saison. Le 26 février 2021, la FFR annonce l'arrêt définitif des compétitions amateurs et le gel des montées et des descentes pour tous les niveaux. Le titre n'est donc pas décerné. | Le 29 octobre 2020, la FFR annonce la suspension de la compétition en novembre et décembre 2020, en raison de l'entrée en vigueur du deuxième confinement, ainsi que l'annulation des phases finales afin de permettre l'opportunité de finir la compétition à l'issue de la saison. Le 26 février 2021, la FFR annonce l'arrêt définitif des compétitions amateurs et le gel des montées et des descentes pour tous les niveaux. Le titre n'est donc pas décerné. | Le 29 octobre 2020, la FFR annonce la suspension de la compétition en novembre et décembre 2020, en raison de l'entrée en vigueur du deuxième confinement, ainsi que l'annulation des phases finales afin de permettre l'opportunité de finir la compétition à l'issue de la saison. Le 26 février 2021, la FFR annonce l'arrêt définitif des compétitions amateurs et le gel des montées et des descentes pour tous les niveaux. Le titre n'est donc pas décerné. |
| 2020        | En raison du prolongement de la période de confinement à la suite de pandémie pandémie de Covid-19 la FFR décide, le 27 mars 2020, d’arrêter définitivement les championnats amateurs à tous niveaux, pour la saison en cours. Le titre n'est donc pas décerné. | En raison du prolongement de la période de confinement à la suite de pandémie pandémie de Covid-19 la FFR décide, le 27 mars 2020, d’arrêter définitivement les championnats amateurs à tous niveaux, pour la saison en cours. Le titre n'est donc pas décerné. | En raison du prolongement de la période de confinement à la suite de pandémie pandémie de Covid-19 la FFR décide, le 27 mars 2020, d’arrêter définitivement les championnats amateurs à tous niveaux, pour la saison en cours. Le titre n'est donc pas décerné. | En raison du prolongement de la période de confinement à la suite de pandémie pandémie de Covid-19 la FFR décide, le 27 mars 2020, d’arrêter définitivement les championnats amateurs à tous niveaux, pour la saison en cours. Le titre n'est donc pas décerné. | En raison du prolongement de la période de confinement à la suite de pandémie pandémie de Covid-19 la FFR décide, le 27 mars 2020, d’arrêter définitivement les championnats amateurs à tous niveaux, pour la saison en cours. Le titre n'est donc pas décerné. | En raison du prolongement de la période de confinement à la suite de pandémie pandémie de Covid-19 la FFR décide, le 27 mars 2020, d’arrêter définitivement les championnats amateurs à tous niveaux, pour la saison en cours. Le titre n'est donc pas décerné. | En raison du prolongement de la période de confinement à la suite de pandémie pandémie de Covid-19 la FFR décide, le 27 mars 2020, d’arrêter définitivement les championnats amateurs à tous niveaux, pour la saison en cours. Le titre n'est donc pas décerné. | En raison du prolongement de la période de confinement à la suite de pandémie pandémie de Covid-19 la FFR décide, le 27 mars 2020, d’arrêter définitivement les championnats amateurs à tous niveaux, pour la saison en cours. Le titre n'est donc pas décerné. |
| 2019,       | US Montréjeau Gourdan-Polignan | Occitanie | Haute-Garonne | 16-13 | US Habas | Nouvelle Aquitaine | Landes | |
| 2018        | Servette Rugby Club de Genève | Auvergne-Rhône-Alpes | Suisse | 48-9 | RC Chameyrat | Nouvelle-Aquitaine | Corrèze | Un club suisse, le Servette Rugby Club de Genève, qui joue dans le championnat de France de rugby, devient pour la seconde fois champion de France. |
| 2017        | Gan Olympique | Béarn | Pyrénées-Atlantiques | 24-16 | Rugby tango chalonnais | Bourgogne | Saône-et-Loire | |
| 2016        | Biscarrosse OR | Côte d'Argent | Landes | 20-12 | Mazères-Cassagne sports rugby | Midi-Pyrénées | Haute-Garonne | |
| 2015        | US Castillonnaise | Côte d'Argent | Gironde | 24-15 | RC Villeneuve-lès-Maguelonne | Languedoc | Hérault | |
| 2014        | Saint Pée Union Club | Côte Basque-Landes | Pyrénées-Atlantiques | 36-24 | Gabardan Athlétique Sport | Côte d'Argent | Landes | Saint Pée fait le doublé avec le titre de Champion Côte Basque-Landes |
| 2013        | ES Baronnies | Armagnac-Bigorre | Hautes-Pyrénées | 22-17 | Ovalie Club Villeneuvois | Poitou-Charentes | Charente-Maritime | Villeneuve-les-Salines est un quartier de La Rochelle L'Entente Sportive des Baronnies est située à Sarlabous |
| 2012        | AS Montfort-en-Chalosse | Côte Basque-Landes | Landes | 41-14 | RC Le Mans | Pays de la Loire | Sarthe | |
| 2011        | US Casteljaloux | Périgord-Agenais | Lot-et-Garonne | 14-10 | CA Captieux | Côte d'Argent | Gironde | |
| 2010        | USEP Ger-Séron-Bédeille | Béarn | Pyrénées-Atlantiques | 12-6 | Entente Conques-Villemoustaussou | Languedoc | Aude | |
| 2009        | AO Cessenon-Saint-Chinian | Languedoc | Hérault | 22-21 | US Rabastens-de-Bigorre | Armagnac-Bigorre | Hautes-Pyrénées | |
| 2008        | Bidart UC | Côte Basque-Landes | Pyrénées-Atlantiques | 12-7 | AS Lacapelle-Biron | Périgord-Agenais | Lot-et-Garonne | |
| 2007        | AO Cessenon-Saint-Chinian | Languedoc | Hérault | 11-3 | Pays de Sault- Bélesta | Midi-Pyrénées | Ariège | |
| 2006        | US Castillonnès | Périgord-Agenais | Lot-et-Garonne | 12-0 | CO Tuchan | Languedoc | Aude | |
| 2005        | AO Cessenon-Saint-Chinian | Languedoc | Hérault | 16-6 | Avenir Masseube | Armagnac-Bigorre | Gers | |
| 2004        | AS Olonzac | Languedoc | Hérault | 22-11 | US Torreilles | Roussillon | Pyrénées-Orientales | |
| 2003        | AO Cessenon-Saint-Chinian | Languedoc | Hérault | 21-19 | US Bardos | Côte Basque-Landes | Pyrénées-Atlantiques | |
| 2003        | US Mourenx | Béarn | Pyrénées-Atlantiques | 22-18 | Entente la Têt (Pézilla-la-Rivière-Le Soler) | Roussillon | Pyrénées-Orientales | |
| 2001        | ES Prats-de-Mollo | Roussillon | Pyrénées-Orientales | 26-9 | AS Saint-Marcel-Bel-Accueil | Lyonnais | Isère | |
| 2000        | Avenir Montréal d'Aude | Languedoc | Aude | 23-9 | ES Gimont | Armagnac-Bigorre | Gers | |
| 1999        | ES Valras-Plage | Languedoc | Hérault | 21-16 | US Castillon | Côte d’Argent | Gironde | |
| 1998        | RC Limoux | Languedoc | Aude | 26-21 | RC Palavas-les-Flots | Languedoc | Hérault | |
| 1997        | Entente Meximieux-Dagneux Plaine de l'Ain | Lyonnais | Ain | 19-17 | US Rabastens-de-Bigorre | Armagnac-Bigorre | Hautes-Pyrénées | |
| 1996        | Fraicheur Béziers | Languedoc | Hérault | 22-19 | SC Leucate | Languedoc | Aude | |
| 1995        | RC Carbonne | Midi-Pyrénées | Haute-Garonne | 14-6 | AS Buzy | Béarn | Pyrénées-Atlantiques | |
| 1994        | AS Maureilhan | Languedoc | Hérault | 19-4 | ES Les Baronnies | Armagnac-Bigorre | Hautes-Pyrénées | L'Entente Sportive des Baronnies est située à Sarlabous |
| 1993        | US Villeneuve-la-Comptal | Languedoc | Aude | 12-5 | AS Layrac | Périgord-Agenais | Lot-et-Garonne | |
| 1992        | ES Coteaux de l’Arrêt | Armagnac-Bigorre | Hautes-Pyrénées | ?-? | US Plaisance du Gers | Armagnac-Bigorre | Gers | Site de l'ESCA |
| 1991        | AS Quarante | Languedoc | Hérault | 15-9 | S Pauillac IC | Côte d’Argent | Gironde | |
| 1990        | US Cambo-les-Bains | Côte-Basque Landes | Pyrénées-Atlantiques | 12-4 | US Pouyastruc | Armagnac-Bigorre | Hautes-Pyrénées | |
| 1989        | ES Bruges | Côte d’Argent | Gironde | 18-6 | US Boujan | Languedoc | Hérault | |
| 1956 à 1988 | Pas de championnat | | | | | | | |
| 1955        | Stade saint-gaudinois | Midi-Pyrénées | Haute-Garonne | 9-6 | AA Nogaro | Armagnac-Bigorre | Gers | |
| 1954        | CO Sigean | Languedoc | Aude | 3-0 | Avenir Bizanos | Béarn | Pyrénées-Atlantiques | |
| 1953        | UA Vic-Fezensac | Armagnac-Bigorre | Gers | 5-3 | AS Maureilhan | Languedoc | Hérault | |
| 1952        | UA Vic-Fezensac | Armagnac-Bigorre | Gers | ?-? | ? | ? | ? | Site UAVF Pas de championnat en 1952, couplé avec Honneur, source calendrier FFR |
| 1951        | FC Saint Claude | Franche-Comté | Jura | 6-3 | US Montréjeau | Midi-Pyrénées | Haute-Garonne | |
| 1950        | Avenir Moissac | Midi-Pyrénées | Tarn-et-Garonne | 3-0 | Banyuls Aviron Olympique | Roussillon | Pyrénées-Orientales | BAO devient l'Entente Côte Vermeille |
| 1949        | Stade Auto Lyon | Lyonnais | Rhône | 3-0 | Ilets Sports Montluçon | Auvergne | Allier | |
| 1948        | SC Graulhet | Midi-Pyrénées | Tarn | 11-10 | US Annecy | Alpes | Haute-Savoie | |

### Palmarès 1re Série (avant la fusion)
| Année | Champion                                                          | Ligue ou comité régional                                          | Comité départemental                                              | Score                                                             | Finaliste                                                         | Ligue ou comité régional                                          | Comité départemental                                              |
| ----- | ----------------------------------------------------------------- | ----------------------------------------------------------------- | ----------------------------------------------------------------- | ----------------------------------------------------------------- | ----------------------------------------------------------------- | ----------------------------------------------------------------- | ----------------------------------------------------------------- |
| 1974  | US Argelès-Gazost                                                 | Armagnac-Bigorre                                                  | Hautes-Pyrénées                                                   | 32-3                                                              | US Saintes                                                        | Poitou-Charentes                                                  | Charente-Maritime                                                 |
| 1975  | US Garazi                                                         | Côte basque Landes                                                | Pyrénées-Atlantiques                                              | 18-3                                                              | US Renage Rives                                                   | Alpes                                                             | Isère                                                             |
| 1976  | Stade Navarrenx                                                   | Béarn                                                             | Pyrénées-Atlantiques                                              | 6-3                                                               | RC Sérignan                                                       | Languedoc                                                         | Hérault                                                           |
| 1977  | US Capbreton                                                      | Côte basque Landes                                                | Landes                                                            | 3-0                                                               | US Crest                                                          | Drôme-Ardèche                                                     | Drôme                                                             |
| 1978  | Saint-Paul sports rugby                                           | Côte basque Landes                                                | Landes                                                            | 16-4                                                              | US Meyzieu                                                        | Lyonnais                                                          | Rhône                                                             |
| 1979  | ES Vinassan                                                       | Languedoc                                                         | Aude                                                              | 20-3                                                              | SCO Angers RC                                                     | Pays de la Loire                                                  | Maine-et-Loire                                                    |
| 1980  | US Plaisance-du-Gers                                              | Armagnac-Bigorre                                                  | Gers                                                              | 11-0                                                              | ES Saint-André-de-Roquelongue                                     | Languedoc                                                         | Aude                                                              |
| 1981  | Entente Espira SC Baixas AC                                       | Roussillon                                                        | Pyrénées-Orientales                                               | 16-11                                                             | RC Rillieux                                                       | Lyonnais                                                          | Rhône                                                             |
| 1982  | AS Capestang                                                      | Languedoc                                                         | Hérault                                                           | 12-6                                                              | JS Riscle                                                         | Armagnac-Bigorre                                                  | Gers                                                              |
| 1983  | Entente Bazet Andrest                                             | Armagnac-Bigorre                                                  | Hautes-Pyrénées                                                   | 9- 6                                                              | Pégomas                                                           | Côte d'Azur                                                       | Alpes-Maritimes                                                   |
| 1984  | Saint-Pée-sur-Nivelle UC                                          | Côte basque Landes                                                | Pyrénées-Atlantiques                                              | 9-6                                                               | US Boujan                                                         | Languedoc                                                         | Hérault                                                           |
| 1985  | AS Ouveillan                                                      | Languedoc                                                         | Aude                                                              | 9-0                                                               | US Habas                                                          | Côte basque Landes                                                | Landes                                                            |
| 1986  | US Mourenx                                                        | Béarn                                                             | Pyrénées-Atlantiques                                              | 24-9                                                              | US Boujan                                                         | Languedoc                                                         | Hérault                                                           |
| 1987  | RC Louey Marquisat                                                | Armagnac-Bigorre                                                  | Hautes-Pyrénées                                                   | 24-9                                                              | RC Saint-Yorre                                                    | Auvergne                                                          | Allier                                                            |
| 1988  | AS Poussan                                                        | Languedoc                                                         | Hérault                                                           | 18-9                                                              | Stade Ger                                                         | Béarn                                                             | Pyrénées-Atlantiques                                              |
| 1989  | Avenir Masseube                                                   | Armagnac-Bigorre                                                  | Gers                                                              | 9-6                                                               | RC Mèze                                                           | Languedoc                                                         | Hérault                                                           |
| 1990  | Juillan XV                                                        | Armagnac-Bigorre                                                  | Hautes-Pyrénées                                                   | 16-13                                                             | RC Cap-Ferret                                                     | Côte d’Argent                                                     | Gironde                                                           |
| 1991  | Bidart UC                                                         | Côte basque Landes                                                | Pyrénées-Atlantiques                                              | 9-3                                                               | Entente Sévignacq Thèze                                           | Béarn                                                             | Pyrénées-Atlantiques                                              |
| 1992  | Saint-Pée-sur-Nivelle UC                                          | Côte basque Landes                                                | Pyrénées-Atlantiques                                              | 16-6                                                              | US Nissan                                                         | Languedoc                                                         | Hérault                                                           |
| 1993  | RC Conques-sur-Orbiel                                             | Languedoc                                                         | Aude                                                              | 9-6                                                               | AS Maureilhan                                                     | Languedoc                                                         | Hérault                                                           |
| 1994  | US Torreilles                                                     | Roussillon                                                        | Pyrénées-Orientales                                               | 19-15                                                             | RC Ponteilla                                                      | Roussillon                                                        | Pyrénées-Orientales                                               |
| 1995  | Fraicheur Béziers                                                 | Languedoc                                                         | Hérault                                                           | 23-12                                                             | Soual Olympique                                                   | Midi-Pyrénées                                                     | Tarn                                                              |
| 1996  | RC Ustaritz Jatxou                                                | Côte basque Landes                                                | Pyrénées-Atlantiques                                              | 23-21                                                             | RC Saint-Pé-de-Bigorre                                            | Armagnac-Bigorre                                                  | Hautes-Pyrénées                                                   |
| 1997  | CA Ribérac                                                        | Périgord-Agenais                                                  | Dordogne                                                          | 20-8                                                              | AS Fontaine                                                       | Alpes                                                             | Isère                                                             |
| 1998  | Parentis SR                                                       | Côte d’Argent                                                     | Landes                                                            | 19-13                                                             | SC Gretz Tournan                                                  | Île-de-France                                                     | Seine-et-Marne                                                    |
| 1999  | CO Tuchan                                                         | Languedoc                                                         | Aude                                                              | 21-9                                                              | RC Issoudun                                                       | Centre                                                            | Indre                                                             |
| 2000  | ES Prats-de-Mollo                                                 | Roussillon                                                        | Pyrénées-Orientales                                               | 15-9                                                              | RC motterain                                                      | Alpes                                                             | Savoie                                                            |
| 2001  | Anglet ORC                                                        | Côte basque Landes                                                | Pyrénées-Atlantiques                                              | 28-18                                                             | US Sault-de-Navailles                                             | Côte basque Landes                                                | Pyrénées-Atlantiques                                              |
| 2002  | AS Castelmoron Laparade                                           | Périgord-Agenais                                                  | Lot-et-Garonne                                                    | 9-5                                                               | AO Cessenon Saint-Chinian                                         | Languedoc                                                         | Hérault                                                           |
| 2003  | CA Chevreuse                                                      | Île-de-France                                                     | Yvelines                                                          | 27-13                                                             | RC Mézin                                                          | Périgord-Agenais                                                  | Lot-et-Garonne                                                    |
| 2004  | Entente Bas Conflent Vinça                                        | Roussillon                                                        | Pyrénées-Orientales                                               | 33-13                                                             | US Tournecoupe                                                    | Armagnac-Bigorre                                                  | Gers                                                              |
| 2005  | Entente Lesperon Onesse                                           | Côte basque Landes                                                | Landes                                                            | 32-16                                                             | CS Saint-Symphorien-d'Ozon                                        | Lyonnais                                                          | Rhône                                                             |
| 2006  | SA Lit-et-Mixe                                                    | Côte basque Landes                                                | Landes                                                            | 15-9                                                              | ES Saint-André-de-Roquelongue                                     | Languedoc                                                         | Aude                                                              |
| 2007  | R Carbonne Longages XV                                            | Midi-Pyrénées                                                     | Haute-Garonne                                                     | 18-6                                                              | US Laroque-Timbaut                                                | Périgord-Agenais                                                  | Lot-et-Garonne                                                    |
| 2008  | Gan Olympique                                                     | Béarn                                                             | Pyrénées-Atlantiques                                              | 13-11                                                             | AS Olonzac                                                        | Languedoc                                                         | Hérault                                                           |
| 2009  | Entente Conques Villemoustaussou                                  | Languedoc                                                         | Aude                                                              | 3-3 (5-4 t. a. b.)                                                | US Castenau en Madiranais                                         | Armagnac-Bigorre                                                  | Hautes-Pyrénées                                                   |
| 2010  | SC Captieux                                                       | Côte d’Argent                                                     | Gironde                                                           | 14-10                                                             | Entente Couiza Espéraza                                           | Languedoc                                                         | Aude                                                              |
| 2011  | US Sault-de-Navailles                                             | Côte basque Landes                                                | Pyrénées-Atlantiques                                              | 27-16                                                             | ESSM ASPTT Saint-Martin-d'Hères                                   | Alpes                                                             | Isère                                                             |
| 2012  | AS Salies-de-Béarn                                                | Côte basque Landes                                                | Pyrénées-Atlantiques                                              | 30-5                                                              | AS Romagnat                                                       | Auvergne                                                          | Puy-de-Dôme                                                       |
| 2013  | US Capbreton                                                      | Côte basque Landes                                                | Landes                                                            | 20-5                                                              | CJF Saint-Malo rugby                                              | Bretagne                                                          | Ille-et-Vilaine                                                   |
| 2014  | Oursbelille Bordères RC                                           | Armagnac Bigorre                                                  | Hautes-Pyrénées                                                   | 15-0                                                              | RC motterain                                                      | Alpes                                                             | Savoie                                                            |
| 2015  | AS Saint-Martin-de-Seignanx                                       | Côte basque Landes                                                | Landes                                                            | 26-5                                                              | US castillonnésienne                                              | Périgord-Agenais                                                  | Lot-et-Garonne                                                    |
| 2016  | US l'isloise                                                      | Midi-Pyrénées                                                     | Haute-Garonne                                                     | 23-6                                                              | RC Vif Monestier Trièves                                          | Alpes                                                             | Isère                                                             |
| 2017  | Espérance Saint-Léger rugby                                       | Bourgogne                                                         | Nièvre                                                            | 22-15                                                             | AS Maureilhan Montady rugby                                       | Languedoc                                                         | Hérault                                                           |
| 2018  | Emak Hor Arcangues                                                | Nouvelle-Aquitaine                                                | Pyrénées-Atlantiques                                              | 20-15                                                             | AS capelaine                                                      | Nouvelle-Aquitaine                                                | Lot-et-Garonne                                                    |
| 2019, | Association Ouveillan Cuxac Sallèles                              | Occitanie                                                         | Aude                                                              | 25-23                                                             | Landes Océan Rugby Club                                           | Nouvelle-Aquitaine                                                | Landes                                                            |
| 2020  | Championnat arrêté en cours de saison. Aucun titre n'est décerné. | Championnat arrêté en cours de saison. Aucun titre n'est décerné. | Championnat arrêté en cours de saison. Aucun titre n'est décerné. | Championnat arrêté en cours de saison. Aucun titre n'est décerné. | Championnat arrêté en cours de saison. Aucun titre n'est décerné. | Championnat arrêté en cours de saison. Aucun titre n'est décerné. | Championnat arrêté en cours de saison. Aucun titre n'est décerné. |
| 2021  | Championnat arrêté en cours de saison. Aucun titre n'est décerné. | Championnat arrêté en cours de saison. Aucun titre n'est décerné. | Championnat arrêté en cours de saison. Aucun titre n'est décerné. | Championnat arrêté en cours de saison. Aucun titre n'est décerné. | Championnat arrêté en cours de saison. Aucun titre n'est décerné. | Championnat arrêté en cours de saison. Aucun titre n'est décerné. | Championnat arrêté en cours de saison. Aucun titre n'est décerné. |
| 2022  | AS Olonzac Minervois                                              | Occitanie                                                         | Hérault                                                           | 26-15                                                             | AS Ondres                                                         | Nouvelle-Aquitaine                                                | Landes                                                            |